# شاخه جناغی‌پستانکی سرخرگ پس‌سری
شاخه جناغی‌پستانکی (استرنوکلیدوماستوئید) سرخرگ پس‌سری یکی از شاخه‌های سرخرگ پس‌سری است که مستقیماً از آن منشأ می‌گیرد و دو شاخه نخستین این سرخرگ هستند. به طور غیرمعمول، شاخه پایینی می‌تواند مستقیماً از سرخرگ کاروتید بیرونی منشعب شود.
شاخه زیرین این سرخرگ پیش از فرورفتن در ماده ماهیچه‌ای عضله که نامش از آن گرفته شده است، از عصب زیرزبانی (هیپوگلوسال) جدا می‌شود. شاخه بالایی آن از تنه اصلی در مرز عمیق انتهای پروگزیمال شکم عضله دی‌گاستریک پشتی منحرف می‌شود و پیش از اینکه در ماهیچه جناغی‌پستانکی جای گیرد با عصب جانبی نخاع همسو می‌شود.